# 能町村
能町村（のうまちむら）は、かつて富山県射水郡にあった村。現在の高岡市東北部にある能町地区である。

## 沿革
- 1889年（明治22年）4月1日 - 町村制の施行により、射水郡能町村、吉久村、宮中新村、六渡寺新村、鷲北新村、角村及び吉久新村の区域をもって、射水郡能町村が発足する。
- 1917年（大正6年）5月15日 - 射水郡掛開発村の区域の一部を編入する。
- 1942年（昭和17年）4月1日 - 高岡市に編入する。